# Shepherdsville
La ville de Shepherdsville est le siège du comté de Bullitt, dans l'État du Kentucky, aux États-Unis. Elle comptait 11 222 habitants lors du recensement de 2010.

## Source
- (en) Cet article est partiellement ou en totalité issu de l’article de Wikipédia en anglais intitulé « Shepherdsville, Kentucky » (voir la liste des auteurs).